# Сикавка (водоспад)

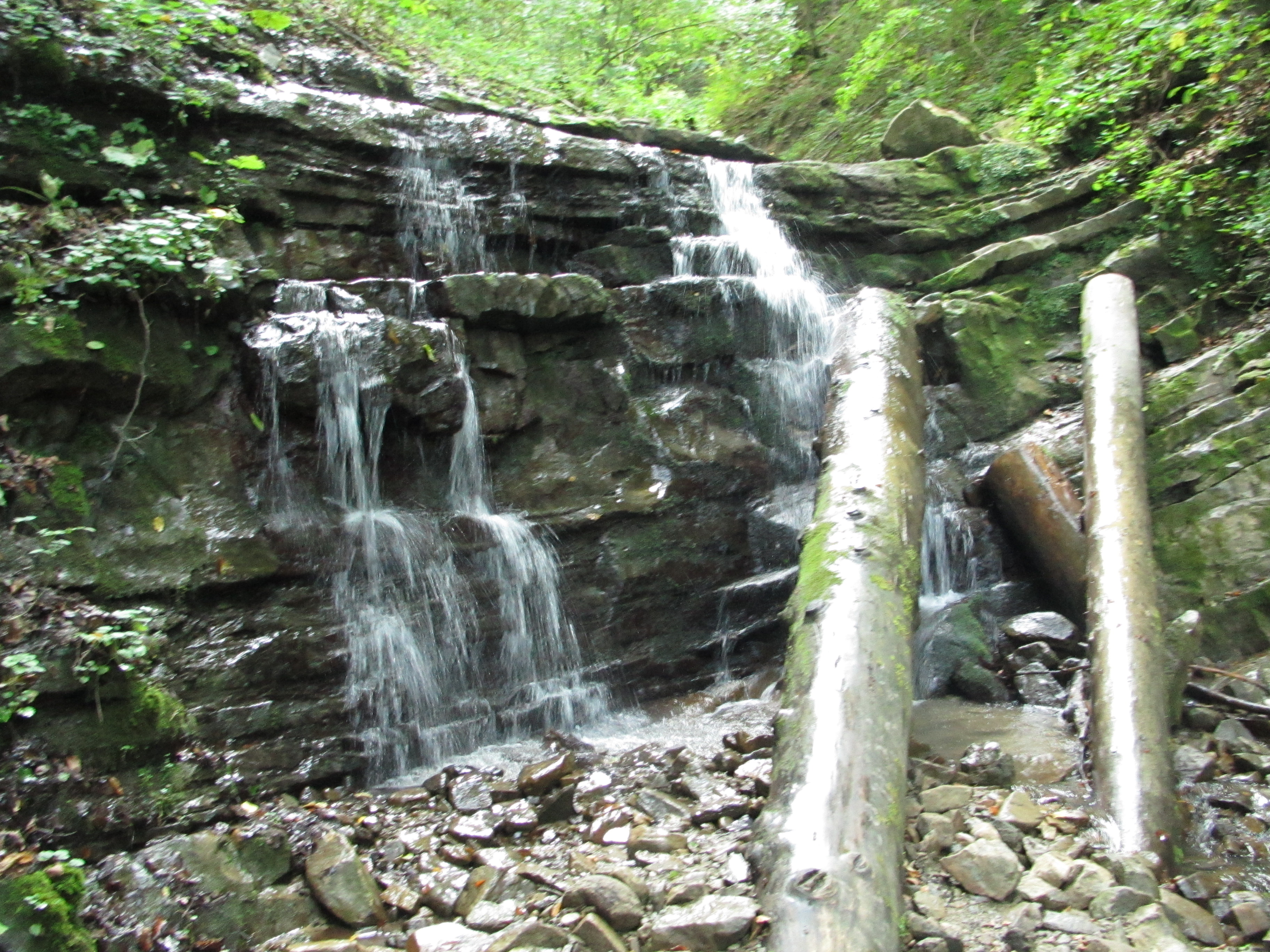
Водоспад «Сикавка верхня»

Си́кавка — водоспад в Українських Карпатах (масив Покутсько-Буковинські Карпати), в Косівському районі Івано-Франківської області. 
Розташований при підніжжі Сокільського хребта, біля південної частини Сокільської скелі, на невеликому потічку за назвою Сикавка (ліва притока Черемошу). 
Водоспад Сикавка популярний серед туристів, адже розташований при автошляху Чернівці — Путила (автошлях Р 64), і тому легкодоступний. 
Вище цього водоспаду на відстані 100 м є ще один невеличкий (бл. 3 м) водоспад «Сикавка Верхня».